# María de los Santos García Felguera
María de los Santos García Felguera (Villamanrique, 15 de noviembre de 1953) es una historiadora del arte, comisaria de exposiciones y profesora universitaria española.

## Biografía
Doctorada en Filosofía y Letras por la Universidad Complutense de Madrid, donde trabajó como profesora desde 1983 hasta 2008, es profesora titular de la Universidad Pompeu Fabra y miembro del Instituto Universitario de Cultura.
Sus líneas de investigación son la fotografía del siglo XIX, la relación entre la fotografía y la pintura y la recepción de la obra de arte. Fue comisaria de la exposición «La imagen romántica de España» (1981, 1982) y como autora ha publicado varios libros de crítica de arte, pintura y fotografía como La pintura tras el trauma de la Guerra Civil (Carroggio, 2002), Los estudios de Historia del Arte (Sociedad Estatal de Conmemoraciones Culturales, 2008) o, junto a otros autores, Historia general de la fotografía (Cátedra, 2006). Es miembro del grupo de investigación Espais de l oci a la Barcelona de 1900 de la Universidad de Barcelona y ha organizado cursos de colaboración entre la universidad y museos como el del Prado o el Thyssen-Bornemisza.